# Alosa d'Ash
L'alosa d'Ash (Mirafra ashi) és una espècie d'ocell de la família dels alàudids (Alaudidae)

## Hàbitat i distribució
Habita zones de desert del sud de Somàlia.